# Auguste Dussart
Auguste Dussart, plus connu sous le surnom de Kid Dussart est un boxeur belge né le 11 avril 1921 à Liège et mort le 25 novembre 2002 à Herstal.

## Biographie et carrière
Auguste Dussart est né le 11 avril 1921 au no 111 de la rue Pierreuse, voie populaire du centre historique de la ville de Liège. Il commence sa vie professionnelle comme mineur. Boxeur autodidacte, il entame sa carrière sportive le 21 mai 1938 à l'âge de 17 ans, sans être passé par les rangs amateurs, par une victoire aux points en catégorie poids coqs dans un combat organisé dans la salle de la Royale liégeoise. Plusieurs fois, il change de catégories, ayant souvent des difficultés à maintenir un poids constant à cause d'une vie de bon vivant qui l'a rendu populaire auprès de ses concitoyens liégeois. Il est un boxeur doué d'une classe naturelle, d'une bonne technique, spécialiste de l’esquive et entamant ses combats en usant d’une frappe très dure qui déstabilise ses adversaires.
Parmi les 154 combats auxquels il participe, il sort vainqueur à 111 reprises dont une trentaine par KO et devient plusieurs fois champion de Belgique dans quatre catégories de poids différentes (plumes, légers, welters et moyens), la première fois en 1943 dans la catégorie des poids plumes. Il est champion d'Europe des poids légers (EBU) à deux reprises, le 29 mars 1947 au Palais des Sports de Bruxelles contre le Français Émile Dicristo, aux points  et le 5 juillet 1949 à l'Olympia de Londres contre Bill Thompson qui est disqualifié pour coup bas au sixième round.
Il raccroche définitivement les gants après une dernière victoire contre Abdelkader Ben Buker, le 22 mars 1958 à Liège soit presque vingt ans après son premier combat. Il devient alors gardien au musée d'armes en Féronstrée. Il décède le 25 novembre 2002 à Herstal à l'âge de 81 ans.